# Explosão em Madri em 2021
Em 20 de janeiro de 2021, ocorreu uma explosão em um prédio na Calle de Toledo, em Madri, Espanha, causando o colapso parcial do edifício. A explosão matou quatro pessoas e feriu outras dez.

## Explosão
Por volta das 14:55 CET, numa residência que fornecia capacitação para padres católicos e alimentava moradores de rua, na rua Toledo, em Madri, Espanha, os vizinhos sentiram um cheiro estranho. Quando estavam tentando descobrir de onde vinha, o prédio explodiu por causa de um vazamento de gás originário da rua. Esta enorme explosão destruiu parcialmente o edifício, mas não deixou ninguém sob os escombros. Quatro homens morreram na explosão: um eletricista de 35 anos, que também era paroquiano e fora visitar seu amigo, o padre; um pedreiro de 45 anos que trabalhava próximo ao local; um transeunte búlgaro de 46 anos; e um pároco de 36 anos que morreu no hospital no dia seguinte à explosão. Dez outras pessoas ficaram feridas, incluindo uma em estado crítico. O prédio foi seriamente danificado no incidente, com os quatro andares superiores sendo totalmente destruídos. Uma escola próxima e uma casa de repouso também foram atingidas pela explosão, mas ninguém ficou ferido nesses dois locais; a casa de repouso foi evacuada.